# Трилофос (Пијерија)
Трилофос (грч. Τρίλοφος) је насељено место у општини Катерини у периферији Средишња Македонија, Грчка. Према попису из 2021. године било је 397 становника.
Насеље је 1913. године имало 71 житеља Грка. После Балканских и Првог светског рата насељено је 267 грчких избегличких породица, укупно 1.144 особа. На попису из 1928. године Трилофос је имао 1.209 становника. Село се раније звало Тохова.